# Classements annexes du Championnat d'Europe masculin de basket-ball 2013
Voici les top 5 et top 10 dans différents domaines statistiques du Championnat d'Europe de basket-ball 2013.

## Individuels
Pour entrer dans les différents classements, les joueurs doivent avoir participé à un minimum de six matchs (soit 50 % du plus grand nombre de matchs qui peuvent être disputés dans la compétition).

### 10 meilleurs marqueurs
|    | Nom du Joueur      | Pays     | Pts/Match | Points | Matchs |
| -- | ------------------ | -------- | --------- | ------ | ------ |
| 1  | Tony Parker        | France   | 19,0      | 209    | 11     |
| 2  | Bojan Bogdanović   | Croatie  | 17,4      | 191    | 11     |
| 3  | Vassilis Spanoulis | Grèce    | 16,7      | 100    | 6      |
| 4  | Goran Dragić       | Slovénie | 15,8      | 174    | 11     |
| 5  | Nenad Krstić       | Serbie   | 15,4      | 154    | 10     |
| 6  | Alessandro Gentile | Italie   | 14,2      | 156    | 11     |
| 7  | Marc Gasol         | Espagne  | 13,9      | 153    | 11     |
| 8  | Luigi Datome       | Italie   | 13,8      | 152    | 11     |
| 9  | Marco Belinelli    | Italie   | 13,6      | 136    | 10     |
| 10 | Eugene Jeter       | Ukraine  | 13,5      | 149    | 11     |

Mise à jour : après les matchs du 22 septembre 2013

### 10 meilleurs passeurs
|    | Nom du Joueur    | Pays     | Passes/Match | Passes | Matchs |
| -- | ---------------- | -------- | ------------ | ------ | ------ |
| 1  | Mantas Kalnietis | Lituanie | 5,0          | 55     | 11     |
| 2  | Petteri Koponen  | Finlande | 4,8          | 38     | 8      |
| 3  | Goran Dragić     | Slovénie | 4,5          | 50     | 11     |
| 4  | Níkos Zísis      | Grèce    | 4,3          | 34     | 8      |
| 5  | Eugene Jeter     | Ukraine  | 4,1          | 45     | 11     |
| 6  | Jānis Strēlnieks | Lettonie | 3,6          | 29     | 8      |
| 7  | Ricky Rubio      | Espagne  | 3,4          | 37     | 11     |
| -  | Boris Diaw       | France   | 3,4          | 37     | 11     |
| 9  | Tony Parker      | France   | 3,3          | 36     | 11     |
| 10 | Roko Ukić        | Croatie  | 3,2          | 35     | 11     |
| -  | Sergio Rodríguez | Espagne  | 3,2          | 35     | 11     |

Mise à jour : après les matchs du 22 septembre 2013

### 10 meilleurs rebondeurs
|    | Nom du joueur   | Pays     | Off. | Def. | Total | Rebonds / match | Matchs |
| -- | --------------- | -------- | ---- | ---- | ----- | --------------- | ------ |
| 1  | Axel Hervelle   | Belgique | 21   | 42   | 63    | 7,9             | 8      |
| 2  | Marc Gasol      | Espagne  | 14   | 72   | 86    | 7,8             | 11     |
| 3  | Ante Tomić      | Croatie  | 27   | 52   | 79    | 7,2             | 11     |
| 4  | Alexis Ajinca   | France   | 26   | 51   | 77    | 7,0             | 11     |
| -  | Nemanja Bjelica | Serbie   | 15   | 62   | 77    | 7,0             | 11     |
| 6  | Tuukka Kotti    | Finlande | 21   | 26   | 47    | 5,9             | 8      |
| 7  | Mirza Begić     | Slovénie | 21   | 41   | 62    | 5,6             | 11     |
| 8  | Damir Markota   | Croatie  | 13   | 42   | 55    | 5,5             | 10     |
| 9  | Marco Cusin     | Italie   | 11   | 48   | 59    | 5,4             | 11     |
| 10 | Zoran Dragić    | Slovénie | 20   | 38   | 58    | 5,3             | 11     |

Mise à jour : après les matchs du 22 septembre 2013

### 5 meilleurs contreurs
|   | Nom du joueur       | Pays     | Contres | Contres / match | Matchs |
| - | ------------------- | -------- | ------- | --------------- | ------ |
| 1 | Vyacheslav Kravtsov | Ukraine  | 20      | 2,0             | 10     |
| 2 | Marco Cusin         | Italie   | 18      | 1,6             | 11     |
| 3 | Mirza Begić         | Slovénie | 17      | 1,5             | 11     |
| 4 | Jonas Valančiūnas   | Lituanie | 15      | 1,4             | 11     |
| 5 | Alexis Ajinça       | France   | 14      | 1,3             | 11     |

Mise à jour : après les matchs du 22 septembre 2013

### 5 meilleurs intercepteurs
|   | Nom du joueur                                           | Pays                  | Interceptions | Interceptions / match | Matchs |
| - | ------------------------------------------------------- | --------------------- | ------------- | --------------------- | ------ |
| 1 | Petteri Koponen                                         | Finlande              | 11            | 1,4                   | 8      |
| 2 | Ricky Rubio                                             | Espagne               | 15            | 1,4                   | 11     |
| 3 | Nando de Colo                                           | France                | 12            | 1,1                   | 11     |
| - | Dontaye Draper                                          | Croatie               | 12            | 1,1                   | 11     |
| 5 | Nemanja Nedović Boris Diaw Nicolas Batum Rudy Fernández | Serbie France Espagne | 11            | 1,0                   | 11     |

Mise à jour : après les matchs du 22 septembre 2013

### Double-doubles
|   | Nom du joueur                                            | Pays                     | Double-doubles | Matchs |
| - | -------------------------------------------------------- | ------------------------ | -------------- | ------ |
| 1 | Jan Veselý                                               | République tchèque       | 3              | 5      |
| - | Jonas Valančiūnas                                        | Lituanie                 | 3              | 11     |
| 3 | Heiko Schaffartzik Tibor Pleiss Omri Casspi Lior Eliyahu | Allemagne Israël         | 2              | 5      |
| - | Ante Tomić Linas Kleiza Marc Gasol                       | Croatie Lituanie Espagne | 2              | 11     |

Mise à jour : après les matchs du 22 septembre 2013

## Par équipes
Note : Pour entrer dans ce classement, les équipes doivent avoir participé à un minimum de six matchs (soit 50 % du plus grand nombre de matchs qui peuvent être disputés dans la compétition).

### Meilleure attaque
|   | Équipe   | Pts/Match | Points | Matchs |
| - | -------- | --------- | ------ | ------ |
| 1 | Espagne  | 78,3      | 861    | 11     |
| 2 | France   | 78,1      | 859    | 11     |
| 2 | Grèce    | 78,0      | 624    | 8      |
| 4 | Italie   | 74,6      | 821    | 11     |
| 5 | Lettonie | 74,6      | 597    | 8      |

Mise à jour : après les matchs du 22 septembre 2013

### Meilleure défense
|   | Équipe   | Pts/Match | Points | Matchs |
| - | -------- | --------- | ------ | ------ |
| 1 | Espagne  | 62,8      | 691    | 11     |
| 2 | Lituanie | 68,0      | 748    | 11     |
| 3 | Slovénie | 71,5      | 787    | 11     |
| 4 | Lettonie | 71,6      | 573    | 8      |
| 5 | France   | 71,6      | 788    | 11     |

Mise à jour : après les matchs du 22 septembre 2013

## Sur un match

### Meilleur marqueur
|   | Nom du joueur   | Pays               | Points | Match                                 |
| - | --------------- | ------------------ | ------ | ------------------------------------- |
| 1 | Marc Gasol      | Espagne            | 32     | 16/09 2e tour vs. Italie (81-86)      |
| - | Tony Parker     | France             | 32     | 20/09 Demi-finale vs. Espagne (75-72) |
| 3 | Mirza Teletović | Bosnie-Herzégovine | 31     | 09/09 1er tour vs. Lituanie (78-72)   |
| 4 | Petteri Koponen | Finlande           | 29     | 09/09 1er tour vs. Grèce (86-77)      |
| 5 | Tony Parker     | France             | 28     | 08/09 1er tour vs. Ukraine (77-71)    |
| - | Jeffery Taylor  | Suède              | 28     | 09/09 1er tour vs. Italie (79-82)     |
| - | Dairis Bertāns  | Lettonie           | 28     | 13/09 2e tour vs. France (91-102)     |
| - | Goran Dragić    | Slovénie           | 28     | 14/09 2e tour vs. Grèce (73-65)       |

Mise à jour : après les matchs du 22 septembre 2013

### Meilleur passeur
|   | Nom du joueur      | Pays      | Passes décisives | Match                              |
| - | ------------------ | --------- | ---------------- | ---------------------------------- |
| 1 | Heiko Schaffartzik | Allemagne | 11               | 04/09 1er tour vs. France (80-74)  |
| - | Heiko Schaffartzik | Allemagne | 11               | 06/09 1er tour vs. Ukraine (83-88) |
| - | Níkos Zísis        | Grèce     | 11               | 07/09 1er tour vs. Turquie (84-61) |
| - | Petteri Koponen    | Finlande  | 11               | 08/09 1er tour vs. Russie (86-83)  |
| 5 | Emir Preldžič      | Turquie   | 10               | 08/09 1er tour vs. Suède (87-74)   |

Mise à jour : après les matchs du 22 septembre 2013

### Meilleure marque pour une équipe
Une seule équipe a dépassé les 100 points dans ce tournoi, il s'agit de la France (avec 102 points inscrits). Ce résultat du second tour contre la Lettonie, achevé sur le score de 102-91 (7e marque du tournoi pour la Lettonie) est celui du plus grand nombre de points marqués en une rencontre avec 193. À l'opposé, la plus faible marque a été réalisée le premier jour avec 115 points lors du match Ukraine-Belgique (58-57).
|   | Pays               | Points | Match                                                      |
| - | ------------------ | ------ | ---------------------------------------------------------- |
| 1 | France             | 102    | 13/09 2e tour vs. Lettonie (102-91)                        |
| 2 | République tchèque | 95     | 08/09 1er tour vs. Géorgie (95-79)                         |
| 3 | Croatie            | 92     | 16/09 1er tour vs. Grèce (92-88)                           |
| - | Finlande           | 92     | 16/09 1er tour vs. Slovénie (92-76)                        |
| - | Slovénie           | 92     | 19/09 Tour de classement (places 5 à 8) vs. Serbie (92-74) |
| - | Espagne            | 92     | 22/09 Match pour la 3e place vs. Croatie (92-66)           |

Mise à jour : après les matchs du 22 septembre 2013